# NGC 202
NGC 202 је лентикуларна галаксија у сазвежђу Рибе која се налази на NGC листи објеката дубоког неба.
Деклинација објекта је + 3° 32' 8" а ректасцензија 0h 39m 39,7s. Привидна величина (магнитуда) објекта NGC 202 износи 14,6 а фотографска магнитуда 15,5. NGC 202 је још познат и под ознакама UGC 421, MCG 0-2-113, CGCG 383-62, PGC 2394.